# Acacia brachypoda
Acacia brachypoda е вид растение от семейство Бобови (Fabaceae). Видът е застрашен от изчезване.

## Разпространение
Разпространен е в Австралия.